# Охотино
Охо́тино (рос. Охотино) — присілок у складі Білозерського району Курганської області, Росія. Входить до складу Нижньотобольної сільської ради.
Населення — 29 осіб (2010, 43 у 2002).